# 多相催化

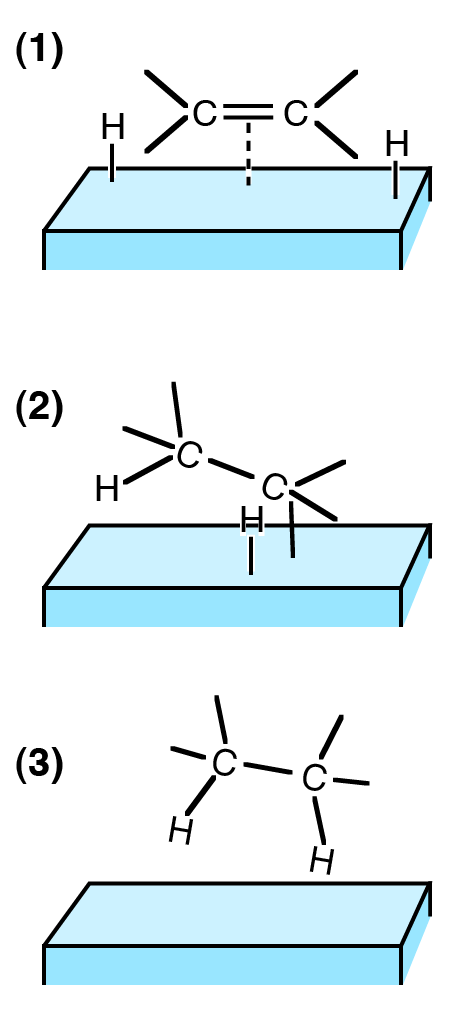
乙烯在固体的催化性表面上(1) 吸附 (2) 反应 (3) 脱附

多相催化（英語：Heterogeneous catalysis）是指催化剂相与反应物或产物相不同的催化作用。 该过程与反应物、产物和催化剂存在于同一相中的均相催化形成对比。 相位不仅可以区分固体、液体和气体成分，还可以区分不混溶的混合物（例如油和水），或任何存在界面的地方。
多相催化通常涉及固相催化剂和气相反应物。  在这种情况下，在催化剂表面发生分子吸附、反应和脱附的循环。 热力学、传质和传热会影响反应速率（动力学）。
多相催化非常重要，因为它可以实现更快的大规模生产和选择性产物形成。 世界上大约 35% 的 GDP 受到催化的影响。 90% 的化学品（按体积计）的生产得到固体催化剂的帮助。  化学和能源工业严重依赖多相催化。 例如，哈伯-博施法 (Haber-Bosch process) 在氨的合成中使用金属催化剂，氨是肥料的重要成分； 2016 年生产了 1.44 亿吨氨。
这里的相不仅指固体，液体，气体，而且也指不混溶的液体，例如， 油和水。绝大多数实际的多相催化剂是固体，而绝大多数反应物是气体或液体。在化学和能源行业的许多领域，多相催化是至关重要的。多相催化吸引了1936年的弗里茨·哈伯（Fritz Haber）和卡爾·博施（Carl Bosch），1932年的歐文·朗繆爾（Irving Langmuir），和2007年的格哈德·埃特尔（Gerhard Ertl）荣获诺贝尔奖。

## 吸附
吸附是多相催化中必不可少的步骤。 吸附是气相（或溶液）相分子（被吸附物）与固体（或液体）表面原子（吸附剂）结合的过程。 吸附的逆过程是脱附 (Desorption)，吸附质从吸附剂中分离出来。 在多相催化促进的反应中，催化剂是吸附剂，反应物是吸附物。

## 工业实例
在工业中，必须考虑许多设计变量，包括跨从亚纳米到几十米的多个尺度的反应器和催化剂设计。 传统的多相催化反应器包括间歇式、连续式和流化床反应器，而最近的装置包括固定床、微通道和多功能反应器。  其他需要考虑的变量是反应器尺寸、表面积、催化剂类型、催化剂载体，以及反应器操作条件，例如温度、压力和反应物浓度。

## 参阅
- 均相催化